# 酸枣仁

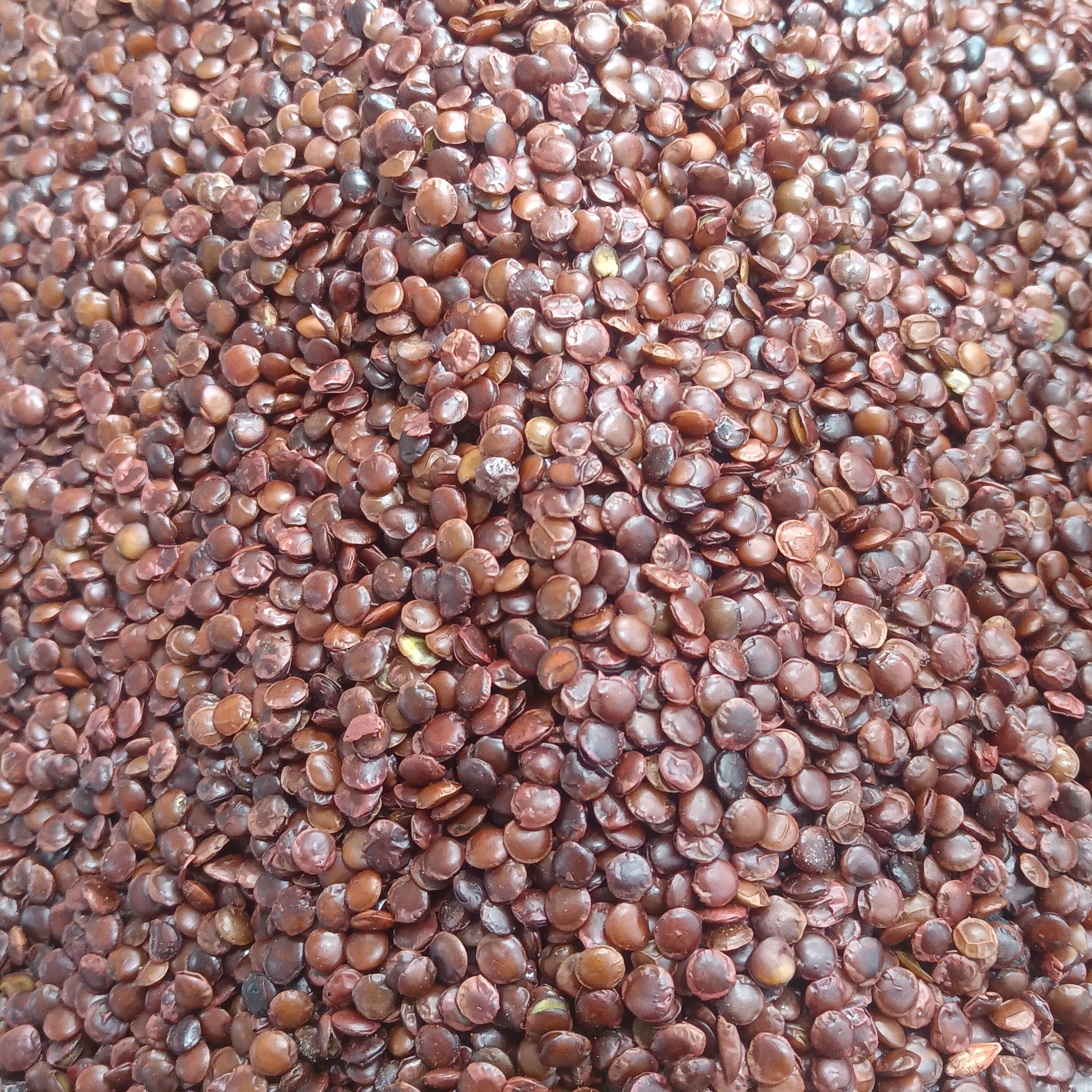
市场上出售的酸枣仁

酸枣仁为中药材，首次记载于《神农本草经》，为中药中安神药的养心安神药的一种。酸枣仁是鼠李科植物酸枣的干燥成熟种子。主产于河北、陕西、辽宁等地。本品甘、酸、平，入心、肝、胆经。具有养心益肝、安神、敛汗的功效。

## 药性
- 味甘、酸
- 性平
- 归心、肝、胆经

## 功效及应用
- 养心安神 可用于心悸失眠，能养心阴、益心肝之血而有安神之功效。可与知母、茯苓、川芎等同用，如酸枣仁汤。
- 敛汗 可用于自汗、盗汗。有收敛止汗的作用。
- 養心益肝，主治陰血不足。

## 用法与用量
炮制时，生用或炒用，煎服，9~15克。

## 现代研究
酸枣仁之所以能有养心安神的功效，是因为其能够影响慢波睡眠的睡眠阶段，从而延长深睡时间。

## 外部連結
- 酸棗 Suanzao （页面存档备份，存于） 藥用植物圖像數據庫 (香港浸會大學中醫藥學院) （中文）（英文）
- 酸棗仁 中藥材圖像數據庫  (香港浸會大學中醫藥學院) （中文）（英文）
- 酸棗仁 Suan Zao Ren （页面存档备份，存于） 中藥標本數據庫 (香港浸會大學中醫藥學院) （繁體中文）（英文）
- 酸棗仁湯 （页面存档备份，存于） 中藥方劑像數據庫  (香港浸會大學中醫藥學院) （中文）（英文）
- 超派的入夢草本：酸棗仁 （中文）